# کی‌آرش
کی‌آرش در شاهنامه نام دومین پسر کی‌قباد است. در شاهنامهٔ فردوسی از چهار پسر کی‌قباد یاد می‌شود که این چهار برادر طبق شمارش شاهنامه به ترتیب عبارت‌اند از یکم کی‌کاووس دوم کی‌آرش سوم کی‌پشین و چهارم آرش.
از نوادگان و تبار کی‌آرش میتوان به طایفه کیارسی(کیآرشی) لر بزرگ اشاره کرد که طبق سفرنامه حمدالله مستوفی پراکندگی آنها از جنوب غرب ایران تا مرکز ایران و نزدیکی اصفهان ادامه دارد.و مرکزیت آنها از شهرستان گتوند تا نجف آباد بوده است.
همچنین موسس حکومت [[اتابکان لر]] بزرگ فتح الدین فضلوی نیز از نوادگان کیانیان است که سندی دیگر دال بر پراکندگی حکومت کیانیان بر سراسر ایران بوده است نه یک حکومت محلی.
نباید آرش با کی‌آرش یکی گرفته شود زیرا طبق شاهنامه یکی فرزند دوم و دیگری فرزند چهارم کیقباد هستند. این اولین یادکرد کی‌آرش در شاهنامهٔ فردوسی است:
| پسر بد مر او را خردمند چار |  | که بودند زو در جهان یادگار |
| نخستین چو کاووس باآفرین    |  | کی‌آرش دوم و دگر کی‌پشین     |
| چهارم کجا آرش‌ش بود نام     |  | سپردند گیتی به آرام و کام  |